# Oud Geld
Oud Geld is een Nederlandse dramaserie van de AVRO rond het thema oud geld die in 1998 en 1999 werd uitgezonden. In de serie staat een traditionele familiebank (de Bussink Bank) centraal die in conflict komt met de HollandBank en met de nieuwe tijd. Maria Goos schreef de scripts.
Oud Geld heeft twee Gouden Kalveren gewonnen: voor beste acteur (Gijs Scholten van Aschat) en beste actrice (Saskia Temmink).

## Verhaal
Het verhaal draait om Splinter Bussink, de directeur van Bussink Bank, zijn zonen Kiet en Ole en zijn dochter Pup.
Onderhandelingen tussen de Bussink Bank en de HollandBank zijn afgerond: Splinter zal zich terugtrekken uit de raad van bestuur van Bussink Bank en over drie jaar zal de Hollandbank zijn aandelen overnemen. Hij treedt terug als directeur en benoemt Kiet tot zijn opvolger in de raad van bestuur. De oude Bussink blijft zich echter bemoeien met ‘zijn’ bank, hij wil voorkomen dat Kiet de strijd tegen de machtige Hollandbank gaat verliezen en de Bussinks hun meerderheid zullen kwijtraken.
Splinter mag zijn aandelen niet verkopen, maar hij schenkt ze aan zijn drie kinderen, zodat de Bussink Bank de grootste aandeelhouder blijft. Hiermee beschermt hij zijn positie, maar hij betrekt ook zijn kinderen bij de bank, in de hoop dat de familie Bussink één front zal maken om Kiet te helpen. Dat geeft veel commotie, niet alleen bij de HollandBank, maar ook bij zijn kinderen. Zo was Kiet al niet blij met zijn nieuwe positie als directeur en hoopte hij zich te kunnen terugtrekken in zijn eigen beleggingswereldje, maar volgens het plan van zijn vader zal hij over drie jaar directeur zijn met de meerderheid van de aandelen. Pup is furieus, zij heeft zich teruggetrokken uit het benauwende milieu en heeft een eigen kledingwinkeltje; zij wil zich niet met aandelen laten teruglokken. Van Ole is de oudste zoon verongelukt en dat heeft hij nog niet verwerkt, hij heeft totaal geen belangstelling voor de bank. Bij toeval komt hij echter op het spoor van een aantal kostbare iconen in Polen en hij beleent zijn aandelenpakket om die te kopen. Pup ziet haar relatie met de muzikant Erik van Dijk in gevaar komen door het geld, terwijl Kiet meer en meer van de wereld vervreemdt.
Splinter probeert alles recht te breien, maar ook de HollandBank komt tegen hem in actie en hij krijgt te maken met onverwachte problemen rond het huis van zijn schoonzuster.

## Locaties

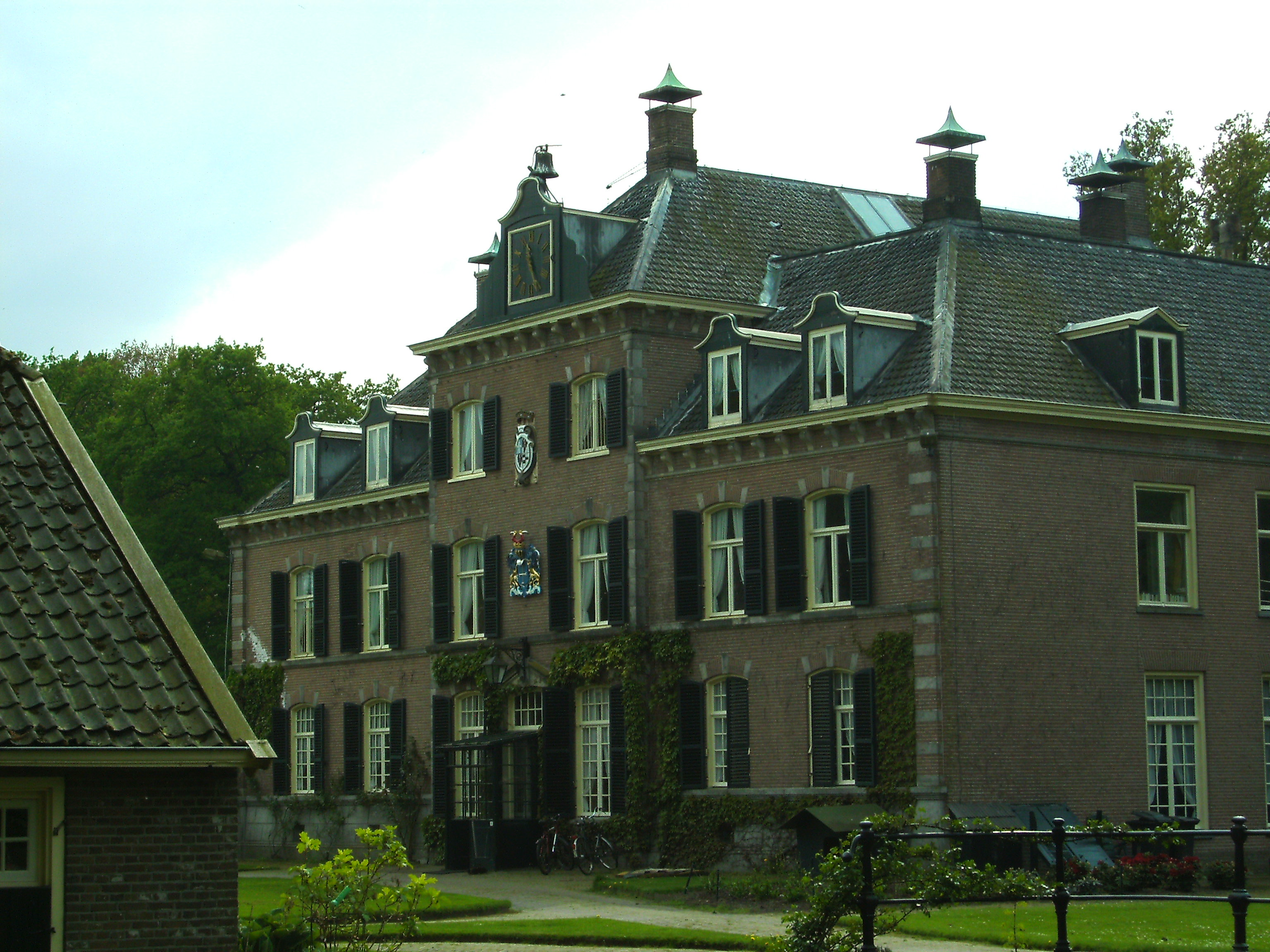
Havezate Schoonheten

Een belangrijk punt in de serie Oud Geld zijn de locaties. Zo wordt het stadhuis van Leiden met zijn fraaie marmeren gangen en grote vergaderzaal gebruikt als bankgebouw. Het woonhuis van de familie Bussink staat in Aerdenhout op Zwaluwenweg 1. Het gaat om Villa Blauwduin, gebouwd in Engelse landhuisstijl. Het landhuis De Wildvanck, waar Maud en Mietje wonen, is in werkelijkheid de havezate Schoonheten in Heeten, die sinds enkele eeuwen bewoond wordt door de adellijke familie Bentinck.

## Rolverdeling

### Hoofdrollen
- Eric van der Donk - Splinter Bussink
- Annet Nieuwenhuyzen - Guusje Bussink-van Mechelen Liepelt
- Mark Rietman - Kiet Bussink
- Jacqueline Blom - Elise Bussink-Vermeer
- Gijs Scholten van Aschat - Ole Bussink
- Carine Crutzen - Cathrien Bussink-Santbergen
- Michiel de Monchy - Tobias Bussink
- Saskia Temmink - Pup (Claire) van Dijk-Bussink
- Marcel Musters - Erik van Dijk
- Annemarie Prins - Maud van Mechelen Liepelt

### Bijrollen
- Peter Blok - Bram
- Carly Wijs - Sonja Albrechts
- Peter Paul Muller - Sander Voortman
- Rik Launspach - Robbert Donselaar
- Peter Oosthoek - Henk van Veen
- Theo Pont - Evert Meerdink
- Paul Hoes - Van Woensel Kooij (W.K.)
- Herman Gilis - Jan Bakx
- Hans Croiset - Charles Ypma
- Christine de Both - Jolijn Venema
- Pim Lambeau - Mietje
- Mike Libanon, André Arend Noord, Lorand Sarna, Koen Franse, Arie van der Wulp - bandleden
- Marie Louise Stheins - Zosia Wardejn
- Jesse Ridder - Max
- Ellen van der Koogh - vrouw van Robbert Donselaar
- Catharina Teyema - Elske
- Annet Malherbe - Ank Helderink
- Estelle Wils - Estelle (Pyrenese berghond)

## Afleveringen
| - 01. Tussen Droom en Daad - 02. De beuk erin - 03. Something old, Something New - 04. Uit de koers - 05. Kuala Lumpur - 06. Kwestie van wennen - 07. Early days happy man - 08. Zeldzame aarde - 09. Even zweven - 10. Door het dal | - 11. Een beetje deining - 12. Een hele uitdaging - 13. Kiboeng - 14. Grote schoonmaak - 15. Unplugged - 16. Sans Rancune - 17. Een tijdelijk dipje - 18. Ritmestoornis - 19. De afrekening |

## Prijzen en nominaties

### Prijzen
- Gouden Kalf (1998): Beste acteur in een tv-drama: Gijs Scholten van Aschat
- Gouden Kalf (1998): Beste actrice in een tv-drama: Saskia Temmink
- Lira Scenarioprijs 2001

### Nominaties
- Gouden Kalf (1998): Beste tv-drama: Willem van de Sande Bakhuyzen